# Anypotacta
Anypotacta is een geslacht van insecten uit de familie van de afvalvliegen (Heleomyzidae), die tot de orde tweevleugeligen (Diptera) behoort.

## Soorten
- A. aldrichi (Garrett, 1921)
- A. czernyi Garrett, 1962